# Mötet i Västerås 1525
Mötet i Västerås 1525 var en sammankomst som hölls i Västerås för att diskutera och besluta om Sveriges angelägenheter. Det inleddes den 7 maj 1525 och avslutades den 13 maj 1525.
Under 1524 var frågan om att kunna utnyttja kyrkans tillgångar för att betala svenska statens skulder aktuell. I ett rådsmöte i Vadstena i slutet av 1524 fördes fram om kyrkan kunde underhålla ryttare, och i ett nytt möte i Stockholm i januari 1525 fördes också upp frågan om kyrkans tionde kunde användas för krigsfolkets underhåll. Samtidigt kom allt fler klagomål på betungande skatter. Gustav Vasa kallade då till denna allmänna herrdag, där han inbjöd rådet, frälset, ombud för köpstäder och härader. Han begärde och fick på mötet förnyat förtroende som riksföreståndare.  